# Kanpur Nagar
Kanpur Nagar is een district van de Indiase staat Uttar Pradesh. Het district telt 4.137.489 inwoners (2001) en heeft een oppervlakte van 3029 km².
Kanpur Nagar maakt deel uit van de divisie Kanpur. De hoofdstad is de gelijknamige miljoenenstad Kanpur. Andere plaatsen binnen het district zijn onder meer Bithoor, Ghatampur en Bilhaur. Langs de oostgrens van Kanpur Nagar stroomt de Ganges. In het zuidwesten wordt de grens gevormd door de Yamuna. Op het zuidelijkste punt van het district mondt de Betwa in de Yamuna uit.
Samen met het aangrenzende Kanpur Dehat vormde Kanpur Nagar tot 1977 (en daarna opnieuw in de periode 1979-1981) het verenigde district Kanpur.
Hoofdstad: Lucknow
Districten:
Divisie Agra: Agra · Firozabad · Mainpuri · Mathura
Divisie Aligarh: Aligarh · Etah · Hathras · Kasganj
Divisie Ayodhya (Faizabad): Ambedkar Nagar · Amethi · Ayodhya (Faizabad) · Barabanki · Sultanpur
Divisie Azamgarh: Azamgarh · Ballia · Mau
Divisie Bareilly: Bareilly · Budaun · Pilibhit · Shahjahanpur
Divisie Basti: Basti · Sant Kabir Nagar · Siddharthnagar
Divisie Benares (Varanasi): Benares (Varanasi) · Chandauli · Ghazipur · Jaunpur
Divisie Chitrakoot: Banda · Chitrakoot · Hamirpur · Mahoba
Divisie Devipatan: Bahraich · Balrampur · Gonda · Shravasti
Divisie Gorakhpur: Deoria · Gorakhpur · Kushinagar · Maharajganj
Divisie Jhansi: Jalaun · Jhansi · Lalitpur
Divisie Kanpur: Auraiya · Etawah · Farrukhabad · Kannauj · Kanpur Dehat · Kanpur Nagar
Divisie Lucknow: Hardoi · Lakhimpur Kheri · Lucknow · Raebareli · Sitapur · Unnao
Divisie Meerut: Bagpat · Bulandshahr · Gautam Buddha Nagar · Ghaziabad · Hapur · Meerut
Divisie Mirzapur: Bhadohi · Mirzapur · Sonbhadra
Divisie Moradabad: Amroha · Bijnor · Moradabad · Rampur · Sambhal
Divisie Prayagraj (Allahabad): Fatehpur · Kaushambi · Pratapgarh · Prayagraj (Allahabad)
Divisie Saharanpur: Muzaffarnagar · Saharanpur · Shamli